# 柳営秘鑑
『柳営秘鑑』（りゅうえいひかん）は、江戸幕府の年中行事、諸士勤務の執務内規、格式、故事、旧例などを記した書物。幕臣の菊池弥門著。寛保3年（1743年）に成立した。10巻。

## 概要
『柳営秘鑑』は、江戸幕府の年中儀礼、殿中の格式、故事、旧例、武家方の法規などを記載しており、三つ葉葵紋の由来、扇の馬印の由来、譜代の列（安祥譜代、岡崎譜代、駿河譜代など）などが記載されている。著者は菊池弥門。原本（定本）は10巻。ただし続巻が多く、『後編柳営秘鑑』（12巻）、『拾遺柳営秘鑑』（5巻）、『柳営秘鑑脱漏』（12巻）、『温知柳営秘鑑』（12巻）、『残集柳営秘鑑』（10巻）、『新益柳営秘鑑』（10巻）がある。
江戸幕府の教育施設で林羅山に由来する昌平坂学問所の旧蔵本が、はじめの10巻と続巻を含めた形で原本として存在する。国立国会図書館所蔵。この複製が『内閣文庫所蔵史籍叢刊』（汲古書院、1981年）から「柳営秘鑑」の題で刊行されている。
大名の格式等に関する法曹法（役所の執務内規）として用いられた。書名にある柳営とは、幕府、将軍、将軍家を指す用語である。ただし内容は江戸時代を通してのものではなく、享保期中心に記載されている。
幕府の『柳営秘鑑』に範をとり、編纂されたものに、金沢藩前田家の『北藩秘鑑』、姫路藩の『姫陽秘鑑』（姫路市）がある。
柳営秘鑑は、民間に出回ったものではないと言う。（一橋大学附属図書館）

## 内容

### 御普代の規定
譜代大名たる「御普代」にあたる家や該当する譜代の種類を以下のように記す。
- 「一、三河安祥之七御普代、酒井左衛門尉・元来御普代上座、大久保、本多、元来 田ニ作(?)、中興ニ至テ美濃守故有之 多ニ改、阿部、石川、青山、植村、右七家を云。又ハ或ハ酒井、大久保、本多、大須賀家筋無、榊原、平岩、植村共イエリ。」

- 「一、三河岡崎御普代、井伊、榊原、鳥居、戸田、永井、水野、内藤、安藤、久世・元来大須賀ノ出成候、井上、同上、阿部、秋本、渡邊、伊丹家筋残候、屋代、同上。此十六家ヲ云。」

### 扇の御馬印について
徳川家康の馬印の一つ「大馬印」の由来を述べている。大馬印の由来は諸説あるが、柳営秘鑑では本多中務大輔家由来説を次のように示している。
- 「一、扇の御馬印ハ五本骨ニ而親骨の方を竿付尓して被為持。元来、本多平八郎忠高所持之持物尓て数度の戦功顕し。天文十八年（1549年）安祥城責の時、一番乗りして討死之後、其子中書忠勝相伝、用之処、文禄二年（1594年）大神君御所望有て、御当家随一の御馬印ニ被成置。」

この記述は常山紀談でも、類似した話が掲載されている。
- 「金の七本骨の扇の御馬印の事／東照宮、金の七本骨の扇に日丸（ひのまる）附けたる馬印は、参河の設楽郡（注；宝飯郡の誤り）牛窪の牧野半右衛門が印なりしを、永禄六年（1563年）に乞ひ得させられて馬印となし給ふ。夫より前の御印は厭離穢土欣求浄土の八字を書きたるにて、大樹寺の登誉が筆なり。其印明暦丁酉の火災にかかれりと言へり。然れども扇の御印は其前よりの事にや。天文十四年（1545年），公矢矧川にて織田家と軍ありし時、利無くて危かりしに、本多吉右衛門忠豊、疾く岡崎に入らせ給へ。御馬印を賜はり討死すべし、と申せ共許されず。扇の御馬印を取て清田畷にて討死しける。其隙に危きを逓れ給へり。御印は忠豊が嫡子平八郎忠高が家に相伝へ、忠高も又戦死しける。其子忠勝が時に至りて、永禄二年（1559年）東照宮乞ひ返させ給ひたりと云へり。」

### 三つ葉葵紋の由来
徳川氏の家紋である三つ葉葵紋の由来を解説している。由来には諸説あるが、柳営秘鑑に記載されるのは酒井家由来説である。その内容は次のとおり。
- 文明11年7月15日（1479年新暦8月2日）の安祥城攻の時、酒井家始祖・酒井親清が、丸盆に葵葉三つを鼎のごとく置き、熨斗、搗栗、昆布を盛って松平信光に献じた。その後この合戦に勝利をしたため、この三つ葵を酒井家の紋とすることになった。五代松平長親の時、文亀元年9月（1501年新暦10月）今川方の伊勢新九郎を撃退した際、酒井氏忠・親重からこの紋を返してもらう形をとって松平家の家紋と定め、酒井家には酢漿草の紋を与えたという。

## 研究会
- 『柳営秘鑑』研究会（國學院大學史学科日本近世史、根岸茂夫）

## 写本
- 一橋大学附属図書館所蔵幸田文庫（幸田成友、東京商科大学教授、幸田露伴の弟、父・幸田成延；旧幕府表坊主役）柳営秘鑑；菊池弥門；写本；松山文庫の印記。
- 名古屋市蓬左文庫所蔵、天保7年の写本
- 永青文庫（旧熊本藩主細川家所蔵の旧記録・古文書、徳川幕府・法令・柳営秘鑑）所蔵、文化10年の写本（熊本大学附属図書館「細川家北岡文庫」寄託）